# آنتونیو بوچرو
آنتونیو بوچرو (ایتالیایی: Antonio Bucciero؛ زادهٔ ۲۹ آوریل ۱۹۸۲ ‏(۴۲ سال)) دوچرخه‌سوار اهل ایتالیا است.